# Эббитт, Уоткинс Мурмен
Уоткинс Мурмен Эббитт (англ. Watkins Moorman Abbitt; 21 мая 1908, Линчберг, Виргиния — 13 июля 1998, там же) — американский политический деятель, юрист, член Палаты представителей США от штата Виргиния с 17 февраля 1948 года по 3 января 1973 года, член Демократической партии США.

## Биография
Эббитт в 1925 году окончил школу с сельскохозяйственным уклоном в городе Аппоматтокс в Виргинии. В 1931 году он получил степень бакалавра права в Ричмондском университете и открыл частную практику. С 1932 по 1948 годы Эббитт занимал должность прокурора округа Аппоматтокс. Входил в руководство банка.
В 1947 году Эббитт был избран в Палату представителей США как представитель Демократической партии на место, освободившееся в результате смерти Патрика Дрюри. Эббитта двенадцать раз переизбирали в Конгресс, членом которого он был с 17 февраля 1948 года по 3 января 1973 года. От участия выборов 1972 года он отказался. В 1964 году Эббитт был делегатом на национальном съезде Демократической партии в Атлантик-Сити.
Уоткинс Эббитт умер от лейкемии 13 июля 1998 года в Линчберге, похоронен на кладбище Либерти в Аппоматтоксе.